# エドゥアルト・フレーゲル

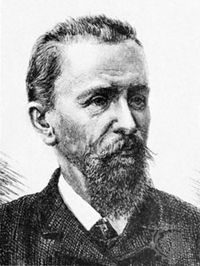
エドゥアルト・フレーゲル

エドゥアルト・ロベルト・フレーゲル (Eduard Robert Flegel, 1855年10月13日 - 1886年9月11日) は当時ロシア帝国領であったリトアニアのヴィルナ生まれのドイツ人商人・探検家。
1869年からリガでの書店で働き、1872年にミュンヘンの商業学校で学びタバコの卸売に転職し、1875年にイギリス領であったラゴスでハンブルクのガイセル&ウィッテ商会のファクトライ（交易所）に職を得た。1879年にベヌエ川を上流へそれまでの白人の到達地より125マイル溯った。この時の水路の調査によりフレーゲルは後にドイツアフリカ協会よりベヌエ地区の調査依頼を受けた。1880年にはニジェール川をボートでゴンバまで溯り、ヌペ王国及びソコト帝国を訪れスルターンからアダマワ探検の安全を保障された。1882年にベヌエ川上流を探検し、8月18日に水源がンガウンデレであることを「発見」した。1883年から1884年にもベヌエ＝コンゴ水系の調査を行った。少しヨーロッパに戻ると1885年4月にドイツアフリカ会社及び植民協会からの依頼により、ニジェール＝ベヌエ地域とドイツの交易を開くための使節に任命された。オットー・フォン・ビスマルク公の支持も受けドイツによるこの地域の獲得を目指したがこれはイギリスが既にジョージ・トーブマン・ゴールディの「国立アフリカ会社」（王立ニジェール会社）の勢力圏として確保していたため失敗に終わった。フレーゲルは病に苦しみながらヨラまで溯ったが使命を果たせず、海岸地方のニジェール川河口のブラスに戻り亡くなった。

## 著書
- Lose Blätter aus dem Tagebuche meiner Haussaafreunde, Hamburg, 1885.
- Karl Flegel ed., Vom Niger-Benue: Briefe aus Afrika, Leipzig, 1890.